# Palaeopsylla
Palaeopsylla (лат.) — род блох из семейства Hystrichopsyllidae. 50 видов. В ископаемом виде известны из эоценового балтийского янтаря.

## Описание
От других блох отличаются следующими признаками: ктенидиум щёк вертикальный, состоит из 4 прямых остроконечных шипиков, из которых второй сверху самый крупный, церки с одной длинной апикальной и двумя мелкими субапикальными щетинками; сенсилий выпуклый; на пронотуме и голове расположен ктенидий (гребень из плоских зубцов). Паразиты насекомоядных млекопитающих (Soricidae, Talpidae).

## Классификация
Около 50 видов (Палеарктика, Ориентальная область).
- Palaeopsylla alpestris
- Palaeopsylla anserocepsoides
- Palaeopsylla aporema
- Palaeopsylla apsidata
- Palaeopsylla atlantica
- Palaeopsylla brevifrontata
- Palaeopsylla breviprocera
- Palaeopsylla caucasica
- Palaeopsylla chiyingi
- Palaeopsylla cisalpina
- Palaeopsylla copidophora
- Palaeopsylla danieli
- Palaeopsylla dissimilis
- Palaeopsylla gromovi
- Palaeopsylla hamata
- Palaeopsylla helenae
- Palaeopsylla iberica
- Palaeopsylla incisa
- Palaeopsylla incurva
- Palaeopsylla kappa
- Palaeopsylla klebsiana
- Palaeopsylla kohauti
- Palaeopsylla kueichenae
- Palaeopsylla laxata
- Palaeopsylla laxidigita
- Palaeopsylla longidigita
- Palaeopsylla medimina
- Palaeopsylla minor
- Palaeopsylla miranda
- Palaeopsylla miyama
- Palaeopsylla mogura
- Palaeopsylla nippon
- Palaeopsylla nushanensis
- Palaeopsylla obliqua
- Palaeopsylla obtusa
- Palaeopsylla obtuspina
- Palaeopsylla opacusa
- Palaeopsylla osetica
- Palaeopsylla oxygonia
- Palaeopsylla polyspina
- Palaeopsylla recava
- Palaeopsylla remota
- Palaeopsylla setzeri
- Palaeopsylla similistypus
- Palaeopsylla sinica
- Palaeopsylla smiti
- Palaeopsylla soricis
- Palaeopsylla steini
- Palaeopsylla tauberi
- Palaeopsylla vallei
- Palaeopsylla vartanovi
- Palaeopsylla wushanensis
- Palaeopsylla yunnanensis